# Richard Korherr
Dr. Richard Korherr (Regensburg, 30 d'octubre 1903 – Braunschweig, 24 de novembre 1989) va ser un estadístic professional en l'Alemanya Nazi[1][1][1][2] i inspector en cap del departament d'estadística de les SS durant la Segona Guerra Mundial.
Korherr va rebre el seu doctorat l'any 1926 i va treballar per l'Oficina d'Estadística del Reich abans de l'arribada al poder de Hitler. Va servir com a president del comitè Bavarès anti-separatista Reich und Heimat des de 1930 fins al 1933, i va esdevenir membre del Partit Popular de Baviera, de caràcter catòlic. L'1 de gener de 1934 el seu departament va ser absorbit pel l'Oficina d'Estadística Bavaresa, i va ser transferit allà.
Des de 1935 fins al 1940 Korherr va ser director de l'Oficina d'Estadística de la ciutat de Würzburg. El 9 de desembre de 1940 després de la invasió de Polònia i amb la irrupció de la Segona Guerra Mundial, Himmler el va portar a l'oficina Reichsführer-SS, per estudiar el progrés de la seva relocalització. Els seus enormes problemes amb les SS només començarien quan l'avanç al front rus fos aturat, originant l'estadística més condemnatòria que sovint se li atribueix.

## Informe Korherr
Durant la Segona Guerra Mundial Himmler va encarregar a Korherr que calcules el nombre de jueus a Europa destinats a "tractament especial" (Sonderbehandlung, un codi de les SS per assassinats en massa) entre 1937 i desembre de 1942. Korherr va acabar el seu informe el gener de 1943 i el va entregar, el 23 de març d'aquell any, al SS-Obersturmbannfuhrer Dr. Rudolf Brandt. Era un document de 16 pàgines sobre el progrés de l'Holocaust que reflectia el nombre minvant de jueus a Europa i en els territoris ocupats per l'Alemanya nazi. Incloïa un annex de set pàgines sobre les deportacions dels tres primers mesos de 1943. L'informe va ser publicat amb el títol Die Endlösung der Judenfrage (en català: La Solució Final al Problema Jueu). Korherr havia calculat que el nombre de jueus havia disminuït en 4 milions, dels quals 1.274.166 van ser víctimes lliurades a camps de "tractament especial". El número tan exacte d'1.274.166 jueus va aparèixer en un telegrama enviat pel SS-Sturmbannführer Herman Höfle l'11 de gener de 1943, suggerint que ambdós utilitzessin les dades aplegades per l'Autoritat del Transport Alemany. Himmler va retornar l'informe als seus autors demanant una paraula més innòcua en lloc de "Sonderbehandlung" ("tractament especial") per amaga els crims. Korherr va canviar la frase per "Durchgeschleust" suggerint que el nombre citat de jueus havien "passat" pels anomenats camps de transició. Brandt va lliurar un resum de l'informe a Adolf Hitler.
Durant 1945-46 estava sota l'anomenat "detenció automàtica" com a funcionari de l'estat, nogensmenys no va haver d'enfrontar-se als Judicis de Nuremberg, perquè el seu informe no va ser descobert i més tard va manifestar que desconeixia els procès d'exterminació fins al 1945.
Després Korherr va treballar al Ministeri Federal de Finances de l'Alemanya Occidental. Entre 1959 i 1962 va fer conferències a la Universitat d'Erlangen-Nuremberg. Korherr va morir a la ciutat de Braunschweig, Baixa Saxònia, el 24 de novembre de 1989 a l'edat de 86 anys.